# Elva Trill
Elva Trill est une actrice irlandaise née le 8 janvier 1991 à Ballymote.

## Filmographie

### Cinéma
- 2013 : How to Be Happy : Elle
- 2014 : Comfortable Chaos : Emma
- 2015 : Jubilee Nurse : Jenny Quinn
- 2015 : Cherry Tree : Amy
- 2016 : Broer : Trisha Venice
- 2016 : Le Testament caché : la femme enceinte
- 2016 : Crone Wood : Hailey
- 2016 : The Tale of Rhys and Abigail : Abigail
- 2016 : Rising/Falling : Megan
- 2017 : Les Évadés de Maze : la jeune veuve
- 2017 : Macro : Laura
- 2019 : Animals : Kirsten
- 2019 : Brute : Ruth
- 2020 : The Anderson Corporation Will Change Your Life : Fiona
- 2020 : Sins of a Werewolf : Mary
- 2021 : Another Happy Ever After : Jane Doe
- 2022 : Jurassic World : Le Monde d'après : Charlotte Lockwood
- 2022 : The Ghosts of Monday : Christine
- 2022 : Wait for Me : Karen
- 2022 : The Hurler: A Campion's Tale : Ruby Vercetti
- 2022 : Kid Santa

### Télévision
- 2010 : Jack Taylor : Gail Mitchell (1 épisode)
- 2013 : Ripper Street : Stella (1 épisode)
- 2014 : Play Next Door : Sandra (1 épisode)
- 2015 : Ctrl Web Series : Iris
- 2015 : Red Rock : Charlene Waters (2 épisodes)
- 2016 : Rebellion : Mlle Esme Quinn (1 épisode)
- 2017 : Line of Duty : Gemma Riley (3 épisodes)
- 2017-2018 : Striking Out : Gillian (4 épisodes)
- 2018 : Un prince à marier : Petra Petrovich
- 2022 : Starstruck : Michelle (2 épisodes)
- 2023 : Northern Lights : Áine (6 épisodes)